# ちゃんねる鰐
ちゃんねる鰐（ちゃんねる わに、ラテン文字表記：Channel Wani）は、日本のYouTuber「鰐（男性。本名は非公開。1991年〈平成3年〉2月10日 - ）」の、YouTubeにおけるチャンネル名である。チャンネルは生き物系。
2011年（平成23年）から活動している。爬虫類を中心とした動画を投稿する「爬虫類系YouTuber」であり、日本の爬虫類系YouTuberの中ではチャンネル登録者数最多である（2022年）。

## 略歴
YouTuberになる前は、2ちゃんねるにて「鰐◆WANIvSPbAo」名義で活動しており、飼育している動物についての内容を投稿していた。
2011年（平成23年）2月22日に生き物系のYouTubeチャンネル「ちゃんねる鰐」を開設し、同年4月29日から動画投稿を始める。当時20歳。最初の動画は以後の投稿を特徴付けるような内容では全くなかった。また、最初期の動画では本人が生身ではほとんど姿を見せず、終始無言であった。顔出しを始めたのは、2016年（平成28年）5月8日に投稿された（削除分が無いと仮定したうえでの）4つ目の動画からで、顔出しといっても鰐の絵柄が入ったマスクで口元だけは隠していた。
2018年（平成30年）2月19日、サブチャンネル「ちゃんねる鰐セカンド」を開設し、YouTubeチャンネルはメインチャンネルとの2チャンネル体制になった。ただし、動画の配信は翌年まで行われていない。同年の春頃には、警備員として5年間勤務していた綜合警備保障株式会社（アルソック）を辞職し、それ以降はYouTubeに専念するようになった（当時27歳）。
2019年（平成31年）1月20日、YouTuber事務所でもある株式会社Kiiiにクリエイターとして所属する。チャンネル登録者数は12万5,681人（同年1月18日時点）。同月25日の動画で、飼っているのは「60種類くらい」と語っている。同年8月15日、前年に開設していたサブチャンネルで初の動画配信を行う。
2020年（令和2年）4月、単著『ちゃんねる鰐のヤバい爬虫類・両生類図鑑』を刊行。同年10月16日、チャンネル登録者数が50万人を突破。この年あたりから爬虫類カフェ（爬虫類系アニマルカフェ）を開店すべく物件を探し始める。
2021年（令和3年）6月12日、株式会社Kiiiの社長交代劇にも絡むマネージメントに不満を募らせていた多くの仲間が退所したのに伴い、特に不満の無かった鰐もKiiiを退所する。チャンネル登録者数は約61万人。この時点で、2つのチャンネルを合わせたの総登録者数は約65万人、動画再生回数は3.6億回を数えた。その後に所属するYouTuber事務所は、株式会社Carry Onとなった。
閉館後に10年以上放置されていた昆虫館（個人経営であった「世界クワガタムシ博物館」）の土地・建物を買い取った旨を同2021年8月20日に公表。老朽化の著しい旧・昆虫館を自ら運営する爬虫類カフェに改装すべく工事に取り掛かるも、事故物件（少なくとも不良物件）であったことから、想定外の改修と時間と労力を費やさざるを得なくなり、計画は遅れに遅れ、年を越す。
2022年（令和4年）1月11日、かねてより計画していた爬虫類カフェの開店を取り止め、爬虫類館の開館を目指すことにした旨を発表する。同年5月20日、ECサイト「ちゃんねる鰐ショップ」をオープンする。同年6月30日、テレビ東京系列『日本シン人種図鑑』に出演。同年7月、旧・昆虫館の改装工事がなおも続く中、同館の警備保障に関して、かつて勤務していたアルソックと契約を交わす。
2023年（令和5年）4月20日、改装の続いていた旧・昆虫館を、「深谷爬虫類館」として正式にオープンした。
2025年（令和7年）7月7日に公開した動画で、「信頼してくれていた方を傷つけてしまうような行為」をしてしまったと謝罪し、反省のため活動を休止すると発表した。

## 人物
東京都在住。栃木県立馬頭高等学校のクラブ活動では、空手道部の主将をやっていた。
前職が警備保障会社の警備員であったということで、筋骨隆々の肉体派でもある。マキタの工具のヘビーユーザーであり、要所要所で適材適所な電動工具が登場する。
「鰐」という名前は、特にワニが大好きだったからというわけでもなく、適当に付けたと言っているが、その一方で、「一番好きな動物は何か」という問いに「自分の名前が答え」と回答している。動画は「どうも、鰐です！」という挨拶で始まるのが通例。腕を上から下へ素早く動作する動きも特徴で、この行為は「手刀」と呼ばれ、親しまれている。筋トレ（筋力トレーニング）のほか、漫画とアニメが趣味であるという。
動画でたまに鰐子が登場する。
小学2年生の時に金魚すくいで2匹の小さなワキンを（上手くすくえなかったので）もらって帰ったのが、動物を飼育し始めたきっかけで、その時のワキンは飼い続けて（2019年の時点で）20年ほどになっているという。

## ペット飼育歴のある種
ここでは、当人が飼い主としてペットの扱いで飼育したことがある生物種を、現在と過去の区別なく記載する。
- ただし、投稿動画や文献を通して確認できているものに限り、投稿動画と文献のいずれにも登場しない生物は、いたとしても確認できないので対象外である。例えば、少年時代に昆虫採集して持ち帰った虫を飼ったことがあったとしても、情報が無い限りは記載対象ではない。
- 飼おうとしながらも失敗して飼えなかった場合、それでも一応は飼育歴があることになる。例として、ガーパイクの飼育に失敗している。
- また、アルゼンチンモリゴキブリ（英語版）（通称：デュビア）など、餌用の飼育種は含まない。
- 預かったペットは含まない。例としてはエミューとヤギ（いずれも家禽・家畜ではなくペット扱いされている）を挙げる。
- ちゃんねる鰐の飼育種の主体は爬虫類であるが、ここでは一般的な図鑑形式に倣い、哺乳類から順に記載していく。

### 哺乳類
- 双前歯目 ：フクロモモンガ[2]

### 鳥類
- キジ目 ：ウズラ
- カモ目 ：ナキアヒル/コールダック（鳴鶩、cf. en:Call duck、アヒル#種類。アヒルの一品種。）
- ハト目 ：カワラバト/ドバト
- スズメ目 ：ハシボソガラス

### 爬虫類
- 有鱗目 (爬虫類)
  - トカゲ
    - トカゲモドキ科 ：ヒョウモントカゲモドキ（タンジェリントルネード、ブレイジングブリザード）
    - ヤモリ科 ：トッケイヤモリ（タイランド） [2]
    - アガマ科 ：フトアゴヒゲトカゲ[2]
    - イグアナ科 ：グリーンイグアナ[2]、トーマストゲオアガマ（英語版）
    - オオトカゲ科 ：ノドジロオオトカゲ（英語版）[2]、ノドクロオオトカゲ（英語版）、サバンナオオトカゲ（サバンナモニター）、ミズオオトカゲ（サルバトールモニター｜アルビノ、メラニスティック）

  - ヘビ
    - ニシキヘビ科 ：ボールニシキヘビ（ボールパイソン｜ノーマル、ブルーアイリューシ）[2]、スマトラブラッドパイソン（cf. マレーアカニシキヘビ｜フルブラック）
    - ミズヘビ科 ：ヒロクチミズヘビ（英語版）（アルビノ）
    - ナミヘビ科 ：セイブネズミヘビ（ブラックラットスネーク）（英語版）（アルビノ）、カリフォルニアキングヘビ（バンデットアルビノ）、サキシママダラ、サキシマスジオ、コーンスネーク（ホワイトアウト）、ヨナグニシュウダ、スジメアオナメラ（英語版）、アカマタ、アオダイショウ（ノーマル、パターンレスアルビノ）、シマヘビ、ヒバカリ、セイブシシバナヘビ
- カメ目（カメ）
  - 曲頸類
    - ヘビクビガメ科 ：マタマタ[2]、ジーベンロックナガクビガメ[25]、ヒラリーカエルガメ[25]

  - 潜頸類
    - カミツキガメ上科 ：ワニガメ
    - リクガメ上科
      - ヌマガメ科 ：ヤエヤマイシガメ[2]、ミシシッピアカミミガメ（ノーマル、アルビノ）[2]
      - イシガメ科 ：チュウゴクセマルハコガメ、クサガメ（ノーマル、アルビノ）[2]、ウンキュウ
      - リクガメ科 ：アルダブラゾウガメ、ケヅメリクガメ（ノーマル、アルビノ)、アカアシガメ、ヒョウモンガメ

    - スッポン上科 ：スッポンモドキ[25]、スッポン[2]
- ワニ目（ワニ）
  - アリゲーター科 ：ブラジルカイマン（将来飼ってみたい生き物のうち、現実的なものの筆頭に挙げていた[26][注 6]。）

### 両生類
- 無尾目（カエル）
  - スズガエル科 ：キバラスズガエル（アルビノ）
  - ピパ科 ：ピパピパ
  - ヒキガエル科 ：アズマヒキガエル、ミヤコヒキガエル
  - ツノガエル科（英語版） ：クランウェルツノガエル（ブルーメタル、ミュータント、ストロベリーレッド）、マルメタピオカガエル（バジェットガエル）
  - アフリカウシガエル科（ピクシケファルス科、Pyxicephalidae科）（英語版） ：アフリカウシガエル
  - アカガエル科 ：ゴライアスガエル、ヤマアカガエル（アルビノ）、トノサマガエル（アルビノ、ハーフ）、トウキョウダルマガエル
  - アオガエル科 ：ワキモンアオガエル（英語版）（旧名：ワキモントビガエル）、ヒスイトビガエル（マレートビガエル（英語版）〈Zhangixalus prominanus〉の流通名）
- 有尾目
  - トラフサンショウウオ科 ：タイガーサラマンダー（ノーマル、アルビノ、リューシスティック）[2]
  - イモリ科 ：マダライモリ[2]、コイチョウイボイモリ（英語版）、マンシャンイボイモリ (Tylototriton lizhengchangi)[2]、ミナミイボイモリ（英語版）[2]

### 魚類
- 板鰓類
  - トビエイ目 ：ポルカドット・スティングレイ（バットマンスティングレイ）
- 条鰭類
  - ポリプテルス目 ：ポリプテルス・ビギールビギール、ポリプテルス・エンドリケリー
  - ガー目（ガーパイク）：種の特定情報なし（特定外来生物に指定される前に飼い始めたことがあったものの、水槽からの飛び出し防止策が十分でなかったため、ごく短期間で失敗に終わっている[27]）
  - アミア目 ：アミア・カルヴァ[27]
  - アロワナ目 ：ブラックアロワナ[2]、シルバーアロワナ（アルビノ）、ピラルクー
  - ウナギ目 ：ヤマウツボ、オオウナギ
  - コイ目 ：キンギョ（ワキン〈飼育種第1号[24]〉、デメキン、ピンポンパール、オランダセシガシラ）[2]、ニシキゴイ（購入した餌用幼魚から三色品種ばかりを抜粋して飼育[2]）
  - カラシン目 ：アフリカパイクカラシン (Hepsetus odoe)[2]
    - ピラニア ：ピラニア・ナッテリー（飼育種のなかで最も早期に登場した。動画投稿 2〈2011年9月29日投稿〉で登場。）、バイオレットブラックピラニア (Serrasalmus sp. cf. rhombeus)

  - ナマズ目 ：ビワコオオナマズ、メガロドラス（英語版）
  - スズキ目 ：ライギョ（カムルチー）、チョウセンブナ、オヤニラミ
  - フグ目 ：テラオドンファハカ（英語版）

### 節足動物
- 六脚類
  - バッタ目 ：リオック
  - ゴキブリ目
    - マダガスカルゴキブリ（英語版）[2]、ヨロイモグラゴギブリ、オオメンガタブラベルスゴキブリ（英語版）（ブラベルス・ギガンテウス）、オレンジヘッドビュレッドローチ（英語版）

  - カマキリ目
    - メダマヒョウモンカマキリ（英語版）、カマカマキリ、ハラビロカマキリ（ノーマル、黄色い個体）、パンサーマンティス (Tarachodula pantherina)、ニセハナマオウカマキリ、ヒエロデュラspゴールデン、アフリカオオカレエダカマキリ（cf. オオカレエダカマキリ）、アフリカメダマカマキリ、マルムネカレハカマキリ、マオウカレハカマキリ (Parablepharis kuhlii)

  - カメムシ目 ：トウモンオオサシガメ（cf. サシガメ）、タガメ
- 多足類
  - ムカデ ：ペルビアンジャイアントオオムカデ（ペルビアンジャイアントセンチピード）
  - ヤスデ ：タンザニアオオヤスデ（Spirosteptus giganteus、cf. アフリカオオヤスデ#近似種）、ホウセキタマヤスデ（Zephronia sp.）
- 鋏角類
  - サソリ目 ：ヤエヤマサソリ
  - クモ目 ：パンフォベテウスsp.マチャラ（Pamphobeteus sp. machala、タランチュラの一種）
  - サソリモドキ目 ：タイワンサソリモドキ、テキサスジャイアントビネガロン (cf. en:Mastigoproctus giganteus#Subspecies)
- 甲殻類
  - ワラジムシ目 ：ボリバリーユウレイオオワラジ (Porcellio bolivari)[2]、ダルメシアクマワラジ/ダルメシアンクマワラジ（Porcellio laevis の1品種）、オカダンゴムシ（アルビノ）
  - 十脚目
    - エビ亜目コエビ下目 ：アフリカジャイアントロックシュリンプ（ヌマエビ科ヒメヌマエビ亜科アティア属（英語版）アティア・ガボネンシス（英語版）の流通名）
    - エビ亜目ヤドカリ下目 ：ヤシガニ

### 扁形動物
- 吸虫綱 ：オカモノアラガイ（英語版）に寄生したロイコクロリディウム・パラドクスウム（※リンクあり）

## 著書
- 『ちゃんねる鰐のヤバい爬虫類・両生類図鑑』日本文芸社。
  - 書籍版：2020年4月20日。ISBN 4-537-21793-6、ISBN 978-4-537-21793-3、OCLC 1150297468。
  - 電子書籍版：2020年4月10日。ASIN B08615QB8J。
- 『ちゃんねる鰐の生き物捕獲大全』日本文芸社。
  - 書籍版：2022年1月18日。ISBN 4-537-21964-5、ISBN 978-4-537-21964-7、OCLC 1292462362。
  - 電子書籍版：2022年1月16日。ASIN B09LCYS8KH。

## 出演
- テレビ番組
  - テレビ東京系列『日本シン人種図鑑』 2022年6月30日放送回 [17]
- ライトノベル
  - 今宵も俺は女子高生と雑草（晩餐）を探す（作中のキャラクターとして登場）